# Bruzgi
Bruzgi (biał. Брузгі) – wieś na Białorusi, położona w obwodzie grodzieńskim w rejonie grodzieńskim w sielsowiecie odelskim.
W latach 1921–1939 Bruzgi należały do gminy Kuźnica w ówczesnym powiecie sokólskim, w województwie białostockim.
We wsi znajduje się polsko-białoruskie drogowe przejście graniczne Kuźnica Białostocka-Bruzgi oraz graniczna stacja kolejowa Bruzgi.